# Sociální konzervatismus
Sociální konzervatismus je politická a morální ideologie, která zastává přesvědčení, že vláda musí hrát roli při podpoře a ochraně tradičních hodnot a sociálních institucí, přičemž klade důraz na morální a občanskou povinnost. Další význam pojmu sociální konzervatismus se pojí k ideologii evropských konzervativních politických subjektů, které prosazují vlastní model sociálního státu.
V Evropě se jedná většinou o strany křesťansko-demokratické orientace, ve Spojených státech o komunitaristické hnutí a části Republikánské strany, v arabském světě o islámské strany.
Sociální konzervativci se staví proti potratům, uzavírání manželství osob stejného pohlaví, pornografii, eutanazii, sekularismu atd. V ekonomických otázkách prosazují určitou státní intervenci, která bývá podložena nábožensky sociálním učením.
Mezi nejznámější křesťanské sociálně konzervativní strany patří:
- Křesťanští demokraté (Švédsko)
- Švédští demokraté (Švédsko)
- Demokratická labouristická strana (Austrálie)
- KDU-ČSL (Česko)
- Křesťansko-sociální unie Bavorska (Německo)
- Právo a spravedlnost (Polsko)
- Laïkós Orthódoxos Synagermós (Řecko)
- Unie křesťanských a středových demokratů (Itálie)
- Kresťanskodemokratické hnutie (Slovensko)